# Barnstable County
Barnstable County är ett administrativt område i sydöstra delen av delstaten Massachusetts i USA. Barnstable är ett av fjorton counties i delstaten. År 2010 hade Barnstable County 215 888 invånare. Den administrativa huvudorten (county seat) är Barnstable. 

## Geografi
Enligt United States Census Bureau har Barnstable County en total area på 3 382 km². 1 024 km² av den arean är land och 2 357 km² är vatten. 

### Angränsande countyn
- Plymouth County, Massachusetts - nordväst
- Dukes County, Massachusetts - syd
- Nantucket County, Massachusetts - syd